# Pa’ame Taszaz
Pa’ame Taszaz (hebr. פעמי תש"ז; w oficjalnej pisowni ang. Pa'amei Tashaz) – moszaw położony w Samorządzie Regionu Merchawim, w Dystrykcie Południowym, w Izraelu.
Leży na pograniczu północno-zachodniej części pustyni Negew, pomiędzy miastami Netiwot i Rahat.

## Historia
Moszaw został założony w 1953 przez imigrantów z Iranu.

## Gospodarka
Gospodarka moszawu opiera się na intensywnym rolnictwie, sadownictwie i uprawach w szklarniach.